# Carmelo Domênico Recchia
Carmelo Domênico Recchia OCist (* 14. Dezember 1921 in Sora; † 26. August 2015) war Territorialabt von Claraval.

## Leben
Carmelo Domênico Recchia trat der Ordensgemeinschaft der Zisterzienser bei und empfing am 4. August 1946 die Priesterweihe.
Papst Paul VI. bestätigte am 21. Dezember 1973 seine Wahl zum Abtordinarius der damaligen Territorialabtei Claraval. Am 24. März 1999 nahm Papst Johannes Paul II. seinen altersbedingten Rücktritt an.